# Фреско, Жак
Жак Фре́ско (англ. Jacque Fresco; 13 марта 1916, Бруклин, Нью-Йорк, США — 18 мая 2017, Себринг, Флорида, США) — американский производственный инженер, промышленный дизайнер и футуролог. Директор и основатель организации «Проект Венера».
Для его проекта основными направлениями стали: холистический дизайн, пассивный дом, города с устойчивым развитием, ресурсо-ориентированная экономика, всеобщая автоматизация, кибернетические технологии, роль науки в обществе. Росту популярности идей Фреско способствовал фильм 2008 года «Дух времени: Приложение».

## Ранние годы
Жак Фреско родился 13 марта 1916 года в Бруклине — районе Нью-Йорка, в семье еврейских эмигрантов из Турции, сефардов. Его детство прошло на улицах родного города. Фреско учился в местной общеобразовательной школе. По словам самого Жака, уже с малого возраста он начал понимать необходимость мыслить глобально — во многом на это повлиял его дед. На одном из школьных занятий Жак отказался давать традиционную клятву верности флагу США, объяснив своё поведение тем, что многие достижения были сделаны представителями разных народов. Поэтому он предпочёл бы дать клятву верности планете Земля и всему живому, а не флагу конкретной страны. В результате директор разрешил Жаку заниматься самостоятельно при условии, что он будет каждую неделю отчитываться ему о том, что узнал. Примерно через два года директор школы умер, и Жак был лишён своих привилегий. Тогда, в двенадцать лет, он покинул школу. В это время Жак начал интересоваться самолётами, стремился понять принцип их движения. В 1929 году ему удалось попасть в аэропорт — Жак ходил там часами, но ограниченный доступ к самолётам только усилил его мотивацию узнать о воздушном транспорте как можно больше. В возрасте четырнадцати лет, во время Великой депрессии, Фреско ушёл из дома, путешествуя автостопом.
Как рассказывал сам Фреско, в 1931 году он встретил Альберта Эйнштейна, разговор с которым запомнился Жаку на всю жизнь. В возрасте восемнадцати лет, в 1934 году, Жак начал заниматься конструированием на профессиональном уровне.

В 1939—1940 годах Жак Фреско находился на островах Туамоту, где общался с аборигенами:
…Самым важным для меня стало то, как эти люди распределяли между собой свои ресурсы — это в буквальном смысле открыло мне глаза. Именно тогда я осознал, насколько катастрофическими являются последствия дефицита и как сильно это влияет на поведение людей и формирование их ценностей. На острове, после ловли рыбы, туземцы просто ходили и раздавали её всем в округе. Рыбы было так много, что её хватало на всех и даже сверх этого. Проблемы начинаются тогда, когда по тем или иным причинам нет возможности прокормить целое племя. В этом случае человеческое поведение сильно меняется: они начинают прятать еду, воровать, обманывать и даже драться.

### Великая депрессия
События Великой депрессии сильно потрясли 13-летнего Фреско. Миллионы людей голодали и влачили жалкое существование, в то время как все заводы и фабрики стояли на своих местах, были в наличии сырьё и материалы. Но у людей не было денег, и всё общество оказалось парализованным. Результатом размышлений Фреско над всем этим стали идеи и разработки, изложенные в «Проекте Венера».
На протяжении всего времени основной мотивацией, которая побуждала меня делать то, что я делаю, было созерцание бесконечных войн, кризисов, бесполезных человеческих страданий, нищеты, коррумпированности и полного безразличия власти к проблемам людей. Серьёзными стимулами для меня всегда были и остаются некомпетентность правительств и практически полное отсутствие предложений со стороны научных кругов. К сожалению, большинство людей просто не видят общей картины: узкая специализация в отдельных науках и дисциплинах препятствует универсальному пониманию окружающей действительности. Учёные и политики смотрят на возникающие проблемы изнутри той системы, в которой они находятся, в то время как именно эта система и является основной причиной этих проблем в первую очередь. Я очень разочарован теми, кто так усиленно работает над проблемами терраформирования других планет, когда на нашей родной Земле до сих пор войны, нищета и пренебрежение к заботе об окружающей среде.

## Карьера

### Авиационная индустрия
Со слов самого Фреско, он начал работать в компании Douglas Aircraft в 1939 году, представив альтернативные разработки летающих крыльев, самолётов в форме диска, созданных им в начале 1930-х годов, незамерзающего электростатического оборудования для авиационных крыльев, новых типов колёс для сохранения резины с помощью минимизации износа при посадке, а также сотен других аэродинамических систем, среди которых были варианты систем безопасности самолёта. Некоторые из его чертежей в своё время были отклонены как непрактичные.
В 1942 году Жак Фреско служил в армии США. Он занимался техническим проектированием в отделе разработок на авиабазе близ поля Уилбура Райта в Огайо. Одной из спроектированных им моделей было «радикальное крыло переменного прогиба», с помощью которого пилот был способен регулировать толщину крыла во время набора высоты и дальнейшего полёта. Разработка была запатентована и использовалась в военно-воздушных силах США. Несмотря на успех, Фреско был уволен со службы из-за проблемы с дисциплиной.
Большое влияние на идеи Жака Фреско оказал «Манхэттенский проект». Он посчитал, что силы и ресурсы, потраченные на создание оружия массового поражения, можно было направить на улучшение качества жизни и достижение оптимальной симбиотической связи человека с природой.

### Проект «Трендовый дом»
Фреско сотрудничал с Эрлом Мюнцем на проектировании жилья малой стоимости. Совместно с Гарри Джиаретто и Эли Катраном был создан дизайн, который летом 1948 года воплотился в проектный дом, построенный преимущественно из алюминия и стекла. «Трендовый дом» (англ. Trend Home) три месяца демонстрировали всем желающим в одном из отделений студии Warner Bros. в Голливуде. Выручка от показа пошла на финансирование «Сообщества предотвращения раковых заболеваний» (англ. Cancer Prevention Society). «Трендовому дому» требовалось федеральное денежное обеспечение, но запрос на поддержку проекта был отклонён.

### Научные исследовательские лаборатории
В конце 1940-х годов Жак Фреско стал директором созданных им в Лос-Анджелесе Научных исследовательских лабораторий (англ. Scientific Research Laboratories). Здесь он проводил лекции, преподавал техническое проектирование, исследовал, изобретал и выступал в качестве научного консультанта. В 1955 году из-за финансовых трудностей Фреско покинул Калифорнию после того, как его лаборатория была снесена для постройки автомагистрали I-5.

## Средний возраст
В 1950-х годах Жак Фреско переселился в Майами (Флорида). Он занялся психологическим консультированием, не имея университетской подготовки в данной области. Получив негативные отзывы от «Американской психологической ассоциации», Фреско перестал заниматься этим делом. В это же время Жак специально вступал в националистические организации, чтобы проверить возможность изменения убеждений и поведения людей. По его словам, он вступил в локальный ку-клукс-клан и централизованную организацию White Citizens' Council с целью изменить взгляды членов этих сообществ на проблему расовой дискриминации.
В Майами Фреско предложил проект циркулярного города, идею которого подсказало ему зубчатое колесо. Он также работал в качестве промышленного дизайнера в компаниях Alcoa и Major Realty. Такой дом, состоявший в большинстве своём из сборных компонентов из алюминия, продавался за 2950 долларов (или за 7500, но со всей внутренней начинкой). В это время Фреско финансировал свои проекты за счёт собственной корпорации Jacque Fresco Enterprises, занимающейся дизайном сборных алюминиевых конструкций.
С 1955 по 1965 годы Жак Фреско называл свои социальные идеи «Проект Американа» (англ. Project Americana).

### «Взгляд в будущее»
Книга «Взгляд в будущее» (англ. Looking Forward) была выпущена в 1969 году. Кеннет С. Киз мл. стал соавтором книги совместно с Жаком Фреско. В этой книге авторы описывают кибернетическое сообщество, в котором отпадает необходимость в работе и рабочих профессиях, а у членов самого сообщества появляются совершенно другие ориентиры.

### Социокибернетика
Жак Фреско образовал корпорацию «Социокибернетика», насчитывавшую 250 членов. Он читал лекции в городах Майами-Бич и Корал-Гейблс. Фреско рекламировал свою организацию в университетах, на радио и по телевидению. «Социокибернетика» впоследствии была расформирована, был приобретён земельный участок в другом месте — в городе Винус во Флориде. Жак построил здесь свой дом и исследовательский центр.
Корпорация «Социокибернетика» стала впоследствии предвестником организации «Проект Венера».

## «Проект Венера» и дальнейшая карьера
Роксана Медоуз оказывала помощь Жаку Фреско с 1976 года. В качестве партнёра и административного коллеги она контролировала значительную часть менеджмента «Проекта Венера». В 1994 году Жак Фреско учредил некоммерческую международную неправительственную организацию «Проект Венера». Основной целью «Проекта Венера» стало создание общественного строя на базе ресурсо-ориентированной экономической модели, основанной на широком применении технических и технологических решений.
Фреско совместно с Роксаной Медоуз поддерживали организацию в 1990-х за счёт средств, полученных от сторонних контрактов, промышленной инженерии, архитектурного моделирования и консультаций по изобретениям.
В 2002 году Жак опубликовал свой главный труд «Всё лучшее, что не купишь за деньги» (англ. The Best That Money Can't Buy). В 2006 Уильям Газеки снял частично биографическую кинокартину о Фреско под названием «Спроектированное будущее» (англ. Future by Design). В 2008 Питер Джозеф в кинофильме «Дух времени: Приложение» (нем. Zeitgeist: Addendum) достаточно подробно изложил идеи Фреско о будущем. В январе 2011 года состоялась премьера фильма «Дух времени: Следующий шаг», в котором также снимался Фреско; в кинокартине рассказывалось о «Проекте Венера». В апреле 2012 организация «Проект Венера» и движение «Дух времени» разошлись ввиду разногласий относительно целей и характера действий.
В 2010 году Жак Фреско подал заявку на регистрацию фразы «ресурсо-ориентированная экономика» в качестве товарного знака. Фраза была признана слишком универсальной, ввиду чего заявка на регистрацию была отклонена.
В апреле 2012 года Роксана Медоуз выпустила кинофильм «Рай или забвение» (англ. Paradise or Oblivion), в котором излагаются цели и предложения организации «Проект Венера». В июне 2012 года Майя Борг показала на Эдинбургском кинофестивале собственный кинофильм «Будущее, любовь моя» (англ. Future, My Love), осветив работу Жака и Роксаны.
Фреско умер 18 мая 2017 года во время сна в своём доме в Себринге, Флорида, от осложнений болезни Паркинсона в возрасте 101 года. В соответствии с завещанием его тело было передано науке.

## Личная жизнь и семья
Фреско происходил из еврейской (сефардской) семьи эмигрантов c Ближнего Востока. Отец Жака Фреско, Исаак (1880—1963 гг.), был земледельцем из Константинополя (ныне Стамбул, Турция) и был уволен практически сразу после начала Великой депрессии. Мать Жака, Лена (1887—1988 гг.), эмигрировавшая из Иерусалима, была домохозяйкой, которая подрабатывала, занимаясь шитьём. У него также был старший брат Давид, повлиявший впоследствии на обращение Жака к религии через эволюционную теорию, и младшая сестра Фреда.
Фреско был женат дважды. Первый брак пришёлся на период, когда он жил в Лос-Анджелесе, второй — на время первых лет его жизни в Майами. Жак развёлся со второй женой — Патрицией — в 1957 году и впоследствии оставался неженатым. Патриция родила ему сына Ричарда (1953—1976) и дочь Бамби (1956—2010).

## Мнения о Жаке Фреско
- Критическое отношение Фреско к современной экономике сравнивали с концепцией «хищнической фазы человеческого развития» Торстейна Веблена, писал журнал Society and Business Review[54].
- Теоретик синергетики Артур Коултер называет проекты городов Жака «органичными» и «скорее эволюционными, чем революционными»[55], считая данные города реализацией идеи Уолтера Кеннона о достижении гомеостаза в обществе[55].
- Работа Жака Фреско в своё время привлекла энтузиаста научной фантастики и литературного критика Фореста Экермана[англ.]. Впоследствии Жак привлёк одного из аниматоров сериала «Звёздный путь» Дуга Дрекслера[англ.] для работы над несколькими компьютерными рендерами дизайнов Фреско[56].
- Физик Пол Хьюит[англ.] при упоминании Фреско сказал, что именно он вдохновил его на карьеру в области физики[57].
- Владимир Познер после ознакомления с одной из лекций Жака Фреско (в Стокгольме) отметил[58]: «Должен признаться, что я много подобных лекций слышал в своей жизни. Это сделано талантливо, умело, но для меня относится больше к категории мистификаций. Если разобраться, то, на мой взгляд, он ничего нового не говорит, а жонглирует словами и понятиями, что может, конечно, захватить неискушённого слушателя. Он относится к таким людям, как Рон Ховард, Слава Полунин и т. п. Но это, как вы понимаете, сугубо моя точка зрения, не более того».

## Награды
В июле 2016 года Жак Фреско был удостоен награды от Novus Summit (независимой организованной структуры Департамента по экономическим и социальным вопросам ООН) в номинации Городское проектирование за вклад в достижение целей устойчивого развития.

## Фильмография
- «Проект Венера: изменение культуры» (1994)
- «Добро пожаловать в Будущее» (2001)
- «Морские города» на YouTube (2002)
- «Самовозводимые структуры» на YouTube (2002)
- «Спроектированное будущее» на YouTube (2006)
- «Дух времени: Приложение» (2008)
- «Дух времени: Следующий шаг» (2011)
- «Рай или забвение» на YouTube (2012)
- «Выбор за нами» на YouTube (2016)

## Интервью
- Интервью с Жаком Фреско на YouTube
- Выступление Жака Фреско на шоу Ларри Кинга. 1974 год на YouTube
- Жак Фреско на программе «Сингулярность один на один» на YouTube
- Жак Фреско: «Выживем, я обещаю» (2009)